# Banner blindness
Banner blindness o ceguera a banner es un evento en la usabilidad web que ocurre cuando el visitante del sitio web ignora la información de banner o similares.
El término "banner blindness" fue acuñado por Benway y Lane como resultado de pruebas de usabilidad web donde la mayoría de los sujetos de la prueba, ya sea consciente o inconscientemente ignoraron la información que se les presentó en banner. A los sujetos se le asignaron tareas de buscar información en un sitio web. La información que fue pasada por alto incluyó banners de publicidad externa y banners de navegación interna, por ejemplo enlaces rápidos. La ubicación de los banners en la página web tuvo poco efecto en cómo los sujetos lo notaban o no. Los resultados del estudio contradijeron la guía popular de diseño web que sitios web con elementos grandes, coloridos y animados serían más visto por los usuarios.
Sin embargo, en un experimento por Bayles los resultados mostraron que generalmente los usuarios notaron los banners web. Esto fue comprobado por pruebas de seguimiento con los ojos. El experimento se concentró en como los usuarios percibían una sola página web y que podían recordar y reconocer luego. Ha sido discutido que experimentos como este sin tareas de la vida real tiene una metodología pobre y producen resultados pobres.
Pagendarm and Schaumburg discutieron que una explicación posible para el evento banner blindness o ceguera a banner descansa en la forma que los usuarios interactúan con los sitios web. Los usuarios tienden o a buscar información específica o a navegar sin rumbo de una página a otra. Los usuarios han construido un esquema cognitivo relativo al web para diferentes tareas en la web. Esta hipótesis fue también sugerida por Norman.
Cuando los usuarios buscan información específica en una página web, se enfocan solamente en las partes de la página donde ellos asumen que puede estar la información relevante, ejm. textos pequeños e hiper-enlaces. Banners o gráficos grandes y animados en este caso son ignorados. Las pruebas de usabilidad que comparan la percepción de banners entre grupos de sujetos buscando una información específica y sujetos navegando sin rumbo, parecen soportar esta teoría.